# Дегендорф
Дегендорф (на немски: Deggendorf) е град в Югоизточна Германия, провинция Бавария. Разположен е на река Дунав, малко над вливането в нея на Изар. Население 33 373 жители (по приблизителна оценка от декември 2017 г.).
В Дегендорф умира украинският политик Павло Скоропадски (1873 – 1945).

## Градове-партньори
- Видин, България